# Montecincla
Montecincla is een geslacht van zangvogels uit de familie Leiothrichidae. Dit nieuwe geslacht is op grond van ecologisch en moleculair genetisch onderzoek afgesplitst van het geslacht Trochalopteron. Het betreft een aantal endemische soorten lijstergaaien uit de bergen van de West-Ghats in zuidwestelijk India.

## Soorten
Er zijn vier soorten:
- Montecincla cachinnans – Nilgirilijstergaai
- Montecincla fairbanki – Palanilijstergaai
- Montecincla jerdoni – Grijsborstlijstergaai
- Montecincla meridionalis – Ashambulijstergaai